# Immagini dei bambini scomparsi sui cartoni del latte
A partire dai primi anni '80, negli Stati Uniti le pubblicità sui cartoni del latte sono state utilizzate per pubblicizzare i casi di bambini scomparsi. La stampa di tali annunci è continuata fino alla fine degli anni '90, quando altri programmi sono diventati più popolari per lo stesso scopo. I media popolari contemporanei hanno ritratto la pratica nella finzione, spesso in modo satirico.

## Storia
Durante la fine degli anni '70 e i primi anni '80 negli Stati Uniti, i casi di bambini scomparsi hanno attirato una grande attenzione da parte dei media. I principali tra questi sono stati la scomparsa di Etan Patz (1979) e il rapimento e l'omicidio di Adam Walsh (1981), la cui storia è stata raccontata nel film per la televisione del 1983, Adam. Questi rapporti si sono sviluppati in un tipo di panico morale chiamato "stranger danger" ("pericolo straniero"). Nel 1984 è stato fondato il National Center for Missing and Exploited Children.
Nel settembre 1984, Anderson Erickson Dairy a Des Moines, Iowa iniziò a stampare le fotografie di due ragazzi - Johnny Gosch (12 anni, scomparso dal 5 settembre 1982) ed Eugene Martin (13 anni, scomparso dal 12 agosto 1984) - che scomparve durante la consegna dei giornali per il Des Moines Register. Un simile programma pubblicitario di cartoni del latte per bambini scomparsi è stato lanciato a Chicago, nell'Illinois, con il sostegno della polizia ed in tutto lo stato della California con il sostegno del governo.
Nel dicembre 1984/gennaio 1985, il senza scopo di lucro National Child Safety Council iniziò un programma nazionale chiamato Missing Children Milk Carton Program negli Stati Uniti per mettere le foto dei bambini scomparsi sui cartoni del latte. Nel marzo 1985, 700 dei 1600 caseifici indipendenti negli Stati Uniti avevano adottato la pratica di pubblicare foto di bambini scomparsi su cartoni del latte.
Etan Patz è stato uno dei primi bambini scomparsi, e forse il più famoso di loro, ad essere ricercato con questa strategia.  Nel 1979, quando il bambino di sei anni scomparve sulla strada per lo scuolabus a Manhattan,  negli Stati Uniti non esisteva alcun sistema per rintracciare i bambini scomparsi a livello nazionale. Nel 1985, la foto di Patz è stata stampata su cartoni del latte in modo che i consumatori che acquistavano il latte nei mercati al dettaglio potessero essere incoraggiati a cercare il bambino scomparso.
Sebbene molti bambini in primo piano tra cui Gosch, Martin e Patz non siano mai stati trovati, un successo è stato il caso di Bonnie Lohman, di sette anni, la cui madre e il patrigno l'avevano portata via da suo padre quando aveva tre anni. I vicini della ragazza hanno riconosciuto il suo viso su un cartone del latte. La ragazza aveva visto lo stesso cartone del latte e si era riconosciuta, anche se non aveva capito indipendentemente cosa significasse.

### Declino
La pratica aveva iniziato a svanire alla fine degli anni '80 ed è diventata obsoleta quando è stato creato il sistema di allerta AMBER nel 1996. Oggi, le allerte AMBER utilizzano la tecnologia che include notifiche ai telefoni cellulari per fornire informazioni aggiornate su potenziali rapimenti di minori.

Yvonne Jewkes e Travis Linnemann scrissero su Media and Crime in the U.S.: 
Una delle apparizioni più recenti di una faccia su un cartone del latte è stata quando la sedicenne Molly Bish è scomparsa dal suo lavoro di bagnina nel Massachusetts nel 2000. I suoi genitori si sono attivati nella sensibilizzazione sui bambini scomparsi. I resti della ragazza sono stati trovati tre anni dopo, a cinque miglia dal luogo dove è scomparsa.

## Critiche

### Rischio esagerato
Le campagne hanno portato l'attenzione sull'idea di "pericolo straniero". Tuttavia, la maggior parte dei bambini rapiti raffigurati sui cartoni del latte durante gli anni '80 sono stati presi da un genitore divorziato non affidatario, non da un estraneo.

### Di parte razziale
Il cabarettista Eddie Griffin ha eseguito una routine "White Kids on Milk Cartons" basata sul suo ricordo che i bambini presenti sui cartoni erano solitamente bianchi. Questo non è rappresentativo dei dati demografici dei bambini scomparsi. Nel 1997, mentre rappresentavano solo il 15% della popolazione infantile degli Stati Uniti, i bambini neri (non ispanici) rappresentavano il 42% di tutti i rapimenti non familiari. I bambini ispanici avevano anche una probabilità leggermente maggiore di essere vittime in questo modo, costituendo il 16% della popolazione ma il 23% dei rapimenti non familiari. Al contrario, i bambini bianchi (non ispanici), pari al 65% della popolazione, rappresentavano solo il 35% dei rapimenti non familiari. Natalie Wilson, co-fondatrice della Black and Missing Foundation, ha detto alla rivista Essence nel 2014: "Sul campo, ho visto la maggior parte dei bambini neri scomparsi classificati come fuggiaschi, che non ricevono Allerte Amber.”

### Questioni legali
"A metà degli anni '80 sono sorte alcune questioni legali su chi poteva pubblicare la foto di un bambino su un cartone del latte", ha affermato Donna Linder, direttrice esecutiva del Child Find Of America.

### Paure
Alla fine degli anni '80, il pediatra Benjamin Spock disse che i cartoni terrorizzavano i bambini piccoli al tavolo della colazione con l'implicazione che anche loro potessero essere rapiti.

### Impatto sociale
È difficile dire quanto successo abbiano avuto queste pubblicità, dal momento che "nessuno ha tenuto numeri concreti e verificabili sul programma nel suo insieme." "Quello che ha fatto è stato aumentare il livello di consapevolezza", ha detto la madre di Johnny Gosch. "Non ci ha necessariamente portato suggerimenti che potremmo effettivamente utilizzare."

### Agevolazioni fiscali
Adam Garfinkle ha suggerito un motivo finanziario: "Per molti anni le aziende hanno ottenuto agevolazioni fiscali per il 'servizio pubblico' mettendo le immagini dei 'bambini scomparsi' sui cartoni del latte."